# Charles Thomson Ritchie
Charles Thomson Ritchie, 1. baron Ritchie z Dundee (19. listopadu 1838, Dundee, Skotsko – 9. ledna 1906, Biarritz, Francie) byl britský politik, dlouholetý poslanec Dolní sněmovny za Konzervativní stranu. Na přelomu 19. a 20. století zastával několik významných funkcí ve vládě, byl ministrem obchodu (1895–1900), ministrem vnitra (1900–1902) a ministrem financí (1902–1903). V roce 1905 s titulem barona vstoupil Sněmovny lordů, krátce poté zemřel ve Francii.

## Životopis
Pocházel z bohaté podnikatelské rodiny dlouhodobě spjaté s obchodními aktivitami ve skotském Dundee. Narodil se jako třetí syn Williama Ritchie (1798–1867), který vedl rodinnou firmu William Ritchie and Sons. Středoškolské vzdělání získal v Londýně a poté pracoval pro rodinný podnik, později vstoupil do politiky. V letech 1874–1905 byl členem Dolní sněmovny, kde reprezentoval Konzervativní stranu. V Salisburyho první vládě byl finančním tajemníkem admirality a jejím mluvčím v Dolní sněmovně (1885–1886). V druhém Salisburyho kabinetu byl prezidentem úřadu pro místní samosprávu (President of the Local Government Board, 1886–1892) a od roku 1886 též členem Tajné rady. Nakonec byl ministrem obchodu (President of the Board of Trade, 1895–1900), vnitra (1900–1902) a financí (lord kancléř pokladu – Chancellor of the Exchequer; 1902–1903). Ve funkci ministra financí se dostal do sporu s Josephem Chamberlainem a v září 1903 rezignoval. V závěru roku 1905 získal titul barona a stal se členem Sněmovny lordů, o dva týdny později zemřel v jižní Francii. Zastával také řadu čestných funkcí v rodném Skotsku a mimo jiné byl v letech 1902–1905 lordem rektorem univerzity v Aberdeenu. Dále byl smírčím soudcem v Londýně a v hrabstvích Middlesex a Buckinghamshire.
S manželkou Margaret Ower měl deset dětí. Dědicem baronského titulu byl syn Charles Ritchie, 2. baron z Dundee (1866–1948), mladší syn Harold Ritchie (1876–1918) sloužil v armádě a jako podplukovník padl v závěru první světové války 28. října 1918. Současným představitelem rodu je Charles Ritchie, 6. baron Ritchie (*1958).
Charlesův starší bratr Sir James Thomson Ritchie (1833–1912) byl v letech 1903–1904 starostou v Londýně a v roce 1903 získal titul baroneta.